# Teorema de Liouville (mecânica hamiltoniana)

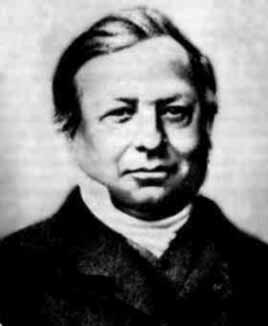
Joseph Liouville

O teorema de Liouville é um resultado da mecânica hamiltoniana sobre a evolução temporal de um sistema mecânico. Considera-se um conjunto de partículas com condições iniciais próximas que podem ser representadas no espaço de fases por uma região conexa, a qual, apesar de se expandir e contrair a medida que cada partícula evolua, manterá invariante seu volume.
Há também resultados matemáticos relacionados em topologia simplética e teoria ergódica.
Consideremos uma região do espaço fásico que evolua com o tempo ao deslocar-se sobre sua trajetória. Cada um de seus pontos transforma-se ao longo do tempo em uma região de localizada forma diferente, a qual se situa em outra parte do espaço fásico. O teorema de Liouville afirma que, apesar da translação e a alteração de forma, o "volume" total desta região permanecerá invariante. Além disso, devido à continuidade da evolução temporal, se a região for conexa inicialmente, seguirá sendo conexa todo o tempo.
Quase todas as demostrações usam o fato de que a evolução temporal de uma "nuvem" de pontos no espaço fásico é de fato uma transformação canônica que alterará a forma e posição de tal nuvem, ainda que mantenha seu volume total.

## Demonstração direta
Uma forma de ver provada que a evolução temporal é uma transformação canônica, fato relativamente perceptível, e a partir daí calcular diretamente o determinante de tal alteração de coordenadas, é provar que de fato o determinante de tal transformação é igual a 1, o qual prova a invariância do volume.

## Demonstração baseada na forma simplética
Outra forma de provar o teorema é ter em conta que a forma de volume {\displaystyle {\eta }_{\Gamma }\;} do espaço fásico é o n-ésimo produto da forma simplética, e que está de acordo com o teorema de Darboux, expressando-se como produto de pares de variáveis canonicamente conjugadas:
{\displaystyle {\eta }_{\Gamma }=\bigwedge _{i=1}^{n}\omega =\omega \land \dots \land \omega =dp_{1}\land \dots \land dp_{n}\land dq_{1}\land \dots \land dq_{n}=dP_{1}\land \dots \land dP_{n}\land dQ_{1}\land \dots \land dQ_{n}}
De onde segue que o determinante da transformação é igual a 1 e, portanto:
{\displaystyle \forall V\subset \Gamma :\quad \int _{V}d^{n}\mathbf {q} d^{n}\mathbf {p} =\int _{\phi _{\tau }(V)}d^{n}\mathbf {Q} d^{n}\mathbf {P} }
Essa última expressão é essencialmente o enunciado do teorema de Liouville.

## Equação de Liouville
O teorema de Liouville pode ser reescrito em termos do colchete de Poisson. Essa forma alternativa, conhecida como equação de Liouville, vem a ser dada por:
{\displaystyle {\frac {\partial \rho }{\partial t}}=-\{\,\rho ,H\,\}}
ou em termos do operador de Liouville, também chamado "Liouvilliano":
{\displaystyle {\hat {\mathbf {L} }}=\sum _{i=1}^{d}\left[{\frac {\partial H}{\partial p_{i}}}{\frac {\partial }{\partial q^{i}}}-{\frac {\partial H}{\partial q^{i}}}{\frac {\partial }{\partial p_{i}}}\right],}
que leva à forma:
{\displaystyle {\frac {\partial \rho }{\partial t}}+{\hat {\mathbf {L} }}\rho =0.}

## Mecânica quântica
Em mecânica quântica existe um resultado análogo ao teorema de Liouville que descreve a evolução de um estado misto. De fato, pode-se chegar à versão mecânico-quântica deste resultado mediante a simples quantização canônica. Aplicando esse procedimento formal, chegamos ao análogo quântico do teorema de Liouville:
{\displaystyle {\frac {\partial }{\partial t}}\rho =-{\frac {i}{\hbar }}[H,\rho ]}
Onde ρ é a matriz densidade. Quando se aplica o resultado ao valor esperado de um observável, a correspondente equação dada pelo teorema de Ehrenfest toma a forma:
{\displaystyle {\frac {d}{dt}}\langle A\rangle ={\frac {i}{\hbar }}\langle [H,A]\rangle }
Onde {\displaystyle A\,} é um observável.